# Vance und Nettie Palmer
Vance und Nettie Palmer waren zwei der prominentesten Vertreter der australischen Literatur von den 1920er bis 1950er Jahren. Edward Vivian Palmer (* 28. August 1885 in Bundaberg, Queensland; † 1959), war ein Romancier, Dramatiker und Literaturkritiker. Janet Gertrude Palmer (* 1885 in Bendigo, Victoria als Higgins; † 1964) war eine Dichterin, Essayistin und Australiens führende Literaturkritikerin. Sie förderten die australische Literatur (Nettie v. a. die von Frauen) mehr als jeder andere ihrer Generation.
Vance verpasste die Chance, zur Universität zu gehen und konnte deshalb das „wirkliche Leben“ auf einer Schaffarm im westlichen Queensland erleben. Schon in jungen Jahren wollte er Schriftsteller werden. 1905 und 1910 ging er nach London, ins damalige Zentrum von Australiens kulturellem Universum, um dort sein Handwerk zu lernen und seine Aussichten zu verbessern. Er schaffte es nicht, in den inneren Kreis des literarischen Lebens in London einzudringen, aber seine Verbindung mit Alfred Richard Orage und anderen Vertretern der sozialistischen Gilde beeinflussten seine politischen Ansichten enorm.
Nettie wurde als Nichte von Henry Bournes Higgins, eines führenden Vertreters einer radikalischen viktorianischen Politik und späteren Bundesministers und Richters des High Court of Australia, geboren. Als brillante Gelehrte und Linguistin schaffte sie ihren Abschluss an der Universität von Melbourne und studierte Literaturwissenschaft in Deutschland und Frankreich. Ihr Bruder Esmonde Higgins war ein bekannter australischer Kommunist, aber ihre eigene Politik, die von ihrem Onkel beeinflusst wurde, war immer liberal und tolerant.
Vance und Nettie trafen sich 1908 und heirateten 1914 in London. Beim Ausbruch des Ersten Weltkriegs kehrten sie nach Australien zurück, wo ihre Töchter Aileen und Helen 1915 und 1917 geboren wurden. 1918 trat Vance in die australische Armee ein, aber der Krieg endete, ehe sein Dienst begann. Vance, Nettie un Esmonde führten eine gemeinsame Kampagne gegen den Versuch der Hughes-Regierung, die Wehrpflicht in Australien einzuführen.
Sowohl Vance als auch Nettie hatten schon vor dem Krieg begonnen, Poesie, Kurzgeschichten, Kritiken und journalistische Beiträge zu veröffentlichen. Als sie in den 20er Jahren im Fischerdorf Caloundra in Queensland lebten, um Geld zu sparen, widmeten sie sich ganz der Literatur. Vance veröffentlichte 1920 seinen ersten Roman und 1924 das erfolgreiche Drama The Black Horse. Seine besten Romane aus dieser Zeit waren The Man Hamilton (1928), The Passage (1930) und The Swayne Family (1934).
Nettie schrieb keine fiktionalen Werke, auch um nicht in Konkurrenz zu ihrem Ehemann zu treten. 1924 veröffentlichte sie Modern Australian Fiction, die zu dieser Zeit bedeutendste akademische Studie der australischen Literatur. 1931 schrieb sie eine wichtige Biographie ihres Onkels Henry Bournes Higgins. Sie wurde auch zum Zentrum eines Netzwerks mit anderen Schriftstellern, hauptsächlich Frauen.
1935 reisten die Palmers nach Europa. Während eines Urlaubs in der Nähe von Barcelona brach der spanische Bürgerkrieg aus. Aileen und Helen waren als Studentinnen der kommunistischen Partei beigetreten und Aileen blieb zurück, um als Freiwillige den Internationalen Brigaden in Spanien zu dienen, während der Rest der Familie nach Australien zurückkehrte. Nach ihrer Rückkehr nach Melbourne, widmete sich Nettie der Unterstützung der spanischen Republik.
Während des Zweiten Weltkriegs taten Vance und Nettie alles für die Kriegsanstrengungen, obwohl sie gesundheitliche Probleme hatten. Vance publizierte eine Reihe historischer und biographischer Arbeiten: National Portraits (1941), A G Stephens: His Life and Work (1941), Frank Wilmot (1942) und Louis Esson and the Australian Theatre (1948). Nettie veröffentlichte The Memoirs of Alice Henry (1944) und Fourteen Years: Extracts from a Private Journal (1948), ihre vielleicht bestes Werk.
Vance wollte den „großen australischen Roman“ („the Great Australian Novel“) schreiben und veröffentlichte in den Nachkriegsjahren eine Trilogie – Golconda (1948), Seedtime (1957) und The Big Fellow (1959) –, die auf dem Leben des Queensland-Politikers Ted Theodore basierte. Die Trilogie erhielt schlechte Kritiken und heute werden Vances Romane nicht mehr gedruckt, aber viele seiner Kurzgeschichten werden noch gelesen und neu herausgegeben.
1954 publizierte Vance The Legend of the Nineties, eine kritische Studie der Entwicklung der nationalistischen Tradition in der australischen Literatur, die allgemein mit dem wöchentlichen Magazin The Bulletin verbunden wird. Dies ist vielleicht sein bekanntestes Werk. Nettie schrieb Henry Handel Richardson: A Study, die viel zur Reputation von Henry Handel Richardson (Pseudonym von Henrietta Ethel Florence Lindesay Richardson) und ihrer monumentalen Trilogie The Fortunes of Richard Mahoney beitrug. Es erscheint als traurige Ironie, dass dies der große australische Roman war, den Vance nicht schreiben konnte.
Vances und Netties letzte Lebensjahre wurden von ihrem schlechten Gesundheitszustand und der Sorge um ihre Tochter Aileen, die 1948 einen Nervenzusammenbruch erlitt und Alkoholikerin wurde, überschattet. Sie litten unter großer Angst, als Vance während der McCarthy-Ära in den 1950er Jahren als kommunistischer Kamerad (der er teilweise war) angegriffen wurde. Sein Tod durch Herzschwäche 1959 wurde dadurch möglicherweise beschleunigt. Nettie starb 1964 unter großer Anteilnahme der australischen Schriftsteller und Leser.